# Thomas Lewis (industriman)
Thomas Lewis, född omkring 1746 i Skottland, död 7 april 1783 i Stockholm, var en svensk industriman.
Thomas Lewis var som ung gjutmästare vid järnbruket Carron i Skottland, vilket anlagts 1759-1760 av en Thomas Lewis som troligen var dennes far. Han lät han sig värvas av Johan Cahman som var i Skottland för att värva arbetare och anställdes 1766 av Cahmans grytgjuteri där han lät anlägga en reverberugn för osmält tackjärn efter engelsk förlaga. På grund av dålig lön lämnade han dock redan 1768 Cahman och begav sig till Stockholm där han sökte upp Robert Finlay för att få honom till finansiär för anläggandet av ett gjuteri. Finlay valde att gå in med pengar och 26 januari 1769 erhöll han privilegium för ett järngjuteri "efter engelska sättet". Robert Finlay överlät fastigheten Bergsund till Lewis för 60 000 daler kopparmynt. Han lät uppföra en reverberugn här och lär enligt uppgift ha varit den som introducerat sandgjutning som ersättning för den äldre gjutningen i lerformar i Sverige. Han lät även anlägga en mekanisk verkstad vid gjuteriet och 1771 erhöll Lewis burskap i Stockholms som manufakturist och järngjutare.
1771 gick dock Robert Finlay som varit Lewis huvudsaklig finansiär i konkurs, och gjuteriet råkade i svårigheter. På grund av den ekonomiska krisen i Sverige hade Lewis svårt att hitta någon ny finansiär och 1772 var han tvungen att begära sig i konkurs. Genom förlagslån från Kommerskollegium och Jernkontoret kunde han dock fortsätta tillverkningen. 1775 erhöll Lewis förlag hos handelshuset Bohman, Hassel & Görges mot att Lewis svärfar lanträntmästaren och bruksägaren Hans Jakob Gahn gick in som borgenär. Samma år kontaktades Lewis av järnbruket Carron där han tidigare arbetat, då de bad om att få köpa ritning och beskrivning på ett borrverk för kanonpipor som Lewis konstruerat. Genom brevväxling med ledningen vid Carron följde han utvecklingen av James Watts ångmaskin. 1776 lät han bygga en "eld- och luftmaskin" av gjutjärn åt Tanto, och uppbar årsarvode för att sköta och förbättra maskinen.
I samarbete med Bengt Andersson Qvist bildade Lewis 1777 ett bergborrningsbolag för att söka efter stenkolsfyndigheter i Närke. Lewis tecknade 1/4 av kapitalet men borrningarna som leddes av Qvist misslyckades dock. 1780 köpte han Nyhyttan i Norbergs socken för att kunna tillverka bättre tackjärn till Bergsund och uppförde 1781 ett järngjuteri där. Han gjorde flera experiment men misslyckanden tärde på hans ekonomi och 1782 trädde svågern Henrik Gahn den äldre in som förlagsman. Kort därefter drabbades Lewis av lungsot och avled på sitt hem i Bergsund.